# Storena arakuensis
Storena arakuensis là một loài nhện trong họ Zodariidae.
Loài này thuộc chi Storena. Storena arakuensis được Patel & C miêu tả năm 1989. Adinarayana Reddy.